# پدیده‌های بحرانی
پدیده‌های بحرانی در فیزیک، نامی است که به مجموعه‌ای از اتفاقات که در نقاط بحرانی رخ می‌دهند گفته می‌شود. در این نقاط طول همبستگی واگرا و دینامیک سیستم آهسته می‌شود. پدیده‌های بحرانی شامل روابط مقیاسی بین کمیت‌های متفاوت و واگرایی قانون-توانی بین کمیت‌هایی مانند پذیرفتاری مغناطیسی در گذار فاز فرومغناطیس هستند که توسط نماهای بحرانی توصیف می‌شوند. همچنین، جهان‌شمولی، رفتار فرکتالی و شکست ارگودیسیتی در پدیده‌های بحرانی مشاهده می‌شود. پدیده‌های بحرانی درگذار فازهای مرتبه دوم (پیوسته) مشاهده می‌شوند.
معمولاً رفتار بحرانی با تقریب میدان-میانگین که در نقاط دور ازگذار فاز صداق است متفاوت است چرا که در نقاط دور از بحران، هم‌بستگی‌ها نادیده گرفته می‌شوند. در صورتی که وقتی سیستمی به نقطه بحرانی نزدیک می‌شود، طول همبستگی واگرا می‌شود و نقش بسیار مهمی ایفا می‌کند. بسیاری از خواص پدیده‌های بحرانی در چارچوب گروه بازبهنجارش قابل به‌دست آوردن هستند.
برای توضیح ریشه فیزیکی این دست از پدیده‌ها، از مثال آموزشی مدل آیزینگ استفاده می‌کنیم.

## نقطه بحرانی مدل آیزینگ ۲بعدی
یک شبکه مربعی {\displaystyle }که شامل اسپین‌های کلاسیک است را در نظر بگیرید. هر اسپین S می‌تواند مقادیر ۱+ و ۱- را اختیار کند. برهمکنش اسپین‌های موجود در این شبکه در دمای {\displaystyle }، مطابق با هامیلتونی کلاسیک آیزینگ به صورت زیر است:
{\displaystyle }که جمع روی نزدیک‌ترین همسایه‌ها است و {\displaystyle } ثابت جفت‌شدگی است که در این مسئله برای ما یک عدد ثابت است. در این مدل، دمای خاصی به اسم {\displaystyle } وجود دارد که به دمای بحرانی یا دمای کوری معروف است. برای دماهای بالاتر از دمای بحرانی، سیستم در فاز پارامغناطیس قرار دارد و نظم بلندبردی در سیستم مشاهده نمی‌شود. زیر این دما، سیستم در فاز فرومغناطیس قرار دارد و دارای خاصیت آهن‌ربایی است.
در دمای صفر، در سرتاسر سیستم همه اسیپن‌ها هم علامت می‌شوند. یعنی همه اسپین‌ها یا ۱+ یا ۱- می‌شوند. از دمای صفر کلوین تا قبل از رسیدن به دمای {\displaystyle }، هرچه دمای سیستم زیاد می‌شود، طول‌همبستگی هم زیاد می‌شود و سیستم به‌طور گسترده مغناطیده است. با این وجود، خوشه‌هایی با جهت مخالف هم دیده می‌شود. اندازه معمول این خوشه‌ها با طول همبستگی ξ مشخص می‌شود. با افزایش دما، درون خوشه‌ها، خوشه‌های کوچک و کوچکتری به‌شکل فرکتالی شکل می‌گیرند و طول همبستگی {\displaystyle } با رسیدن به دمای بحرانی واگرا می‌شود. در دماهای بالاتر از {\displaystyle } سیستم به‌طور سراسری بی‌نظم است. با این وجود خوشه‌های منظم کوچکی کماکان وجود دارند که اندازه‌یشان مجدداً با طول همبستگی مشخص می‌شود، با این تفاوت که پس از دمای بحرانی، با افزایش دما، طول همبستگی کوچک می‌شود. در دمای بی‌نهایت، طول‌همبستگی صفر است و سیستم کاملاً نامنظم است.

## واگرایی در نقطه بحرانی
طول همبستگی و برخی دیگر از مشاهده‌پذیرها در نقطه بحرانی واگرا می‌شود، یعنی هنگامی که {\displaystyle T\to T_{c}}، آنگاه: {\displaystyle \xi \to \infty }. این واگرایی مشکل فیزیکی ایجاد نمی‌کند. مهم‌ترین مشاهده‌پذیری که در نقطه بحرانی واگرا می‌شود، پذیرفتاری مغناطیسی است. فرض کنید که در نقطه بحرانی، یک میدان مغناطیس کوچک به سیستم اعمال کنیم. یک میدان کوچک قادر نیست که یک خوشه بزرگ هم‌دوس را مغناطیده کند، اما به خاطر وجود این خوشه‌های فرکتالی ماجرا در این مورد متفاوت است. از آن‌جا که کوچکترین خوشه تقریباً رفتار پارامغناطیسی دارد، این میدان کوچک به آسانی آن را تحت تأثیر قرار می‌دهد. نکته جالب این است که این تغییر در کوچک‌ترین خوشه، خوشه‌ای که در مقیاس بعدی قرار دارد را نیز تغییر می‌دهد و این اختلال از پله‌های نردبان بالا می‌رود تا اینکه کل سیستم را به‌طور اساسی تغییر دهد؛ بنابراین، سیستم‌های بحرانی به شدت به تغییرات کوچکی که در محیطاشون رخ می‌دهند حساس هستند. در نقطه بحرانی، گرمای ویژه نیز ممکن است که واگرا شود. تمام این واگرایی‌ها به خاطر واگرایی در طول همبستگی است.

## نماهای بحرانی و جهان‌شمولی
هنگامی که به نقطه بحرانی نزدیک می‌شویم، مشاهده‌پذیرهای واگرا شونده به صورت
{\displaystyle A(T)\propto (T-T_{c})^{\alpha }} رفتار می‌کنند که معمولاً نمای α بالا و پایین دمای بحرانی متفاوت است. این نماها، نمای بحرانی نامیده می‌شوند و مشاهده پذیرهای مقاومی هستند. علاوه براین، نماهای بحرانی برای دستهٔ متفاوتی از سیستم‌های فیزیکی، مقادیر یکسانی دارند که به این پدیده جذاب جهان‌شمولی یا عمومیت می‌گویند. جهان‌شمولی، به‌طور کمی و کیفی، توسط گروه بازبهنجارش توضیح داده می‌شود.